# Distretto di Boualem
Il distretto di Boualem è un distretto della provincia di El Bayadh, in Algeria.

## Comuni
Il distretto di Boualem comprende 5 comuni:
- Boualem
- Sidi Ameur
- Sidi Slimane
- Sidi Tifour
- Stitten